# Monarquia nas Bahamas
A monarquia das Bahamas é um sistema de governo no qual um monarca hereditário é o soberano e chefe de Estado da Comunidade das Bahamas. O atual monarca bahamense e chefe de Estado, desde 8 de setembro de 2022, é o rei Charles III. Como soberano, ele é a personificação da Coroa bahamense. Embora a pessoa do soberano seja compartilhada igualmente com outros 14 países independentes dentro da Comunidade das Nações, a monarquia de cada país é separada e legalmente distinta. Como resultado, o monarca atual é oficialmente intitulado Rei da Comunidade das Bahamas e, nessa função, ele e outros membros da família real desempenham funções públicas e privadas, tanto no país quanto no exterior, como representantes do Estado bahamense. No entanto, o rei é o único membro da família real que possui um papel constitucional.
Toda a autoridade executiva é investida no monarca, e o consentimento real é necessário para que o Parlamento bahamense aprove leis, bem como para que cartas-patentes e Ordens do Conselho tenham validade legal. A maioria dos poderes é exercida pelos membros eleitos do parlamento, pelos ministros da Coroa e pelos juízes e juízes de paz. Outros poderes investidos no monarca, como a destituição de um primeiro-ministro, são significativos, mas são tratados apenas como poderes de reserva e como parte importante da função de segurança desempenhada pela monarquia.
Atualmente, a Coroa atua principalmente como garantidora de uma governança contínua e estável, e como salvaguarda apartidária contra o abuso de poder. Embora alguns poderes só possam ser exercidos pelo soberano, a maioria das funções operacionais e cerimoniais do monarca é desempenhada por seu representante, o Governador-geral das Bahamas.

## Origens

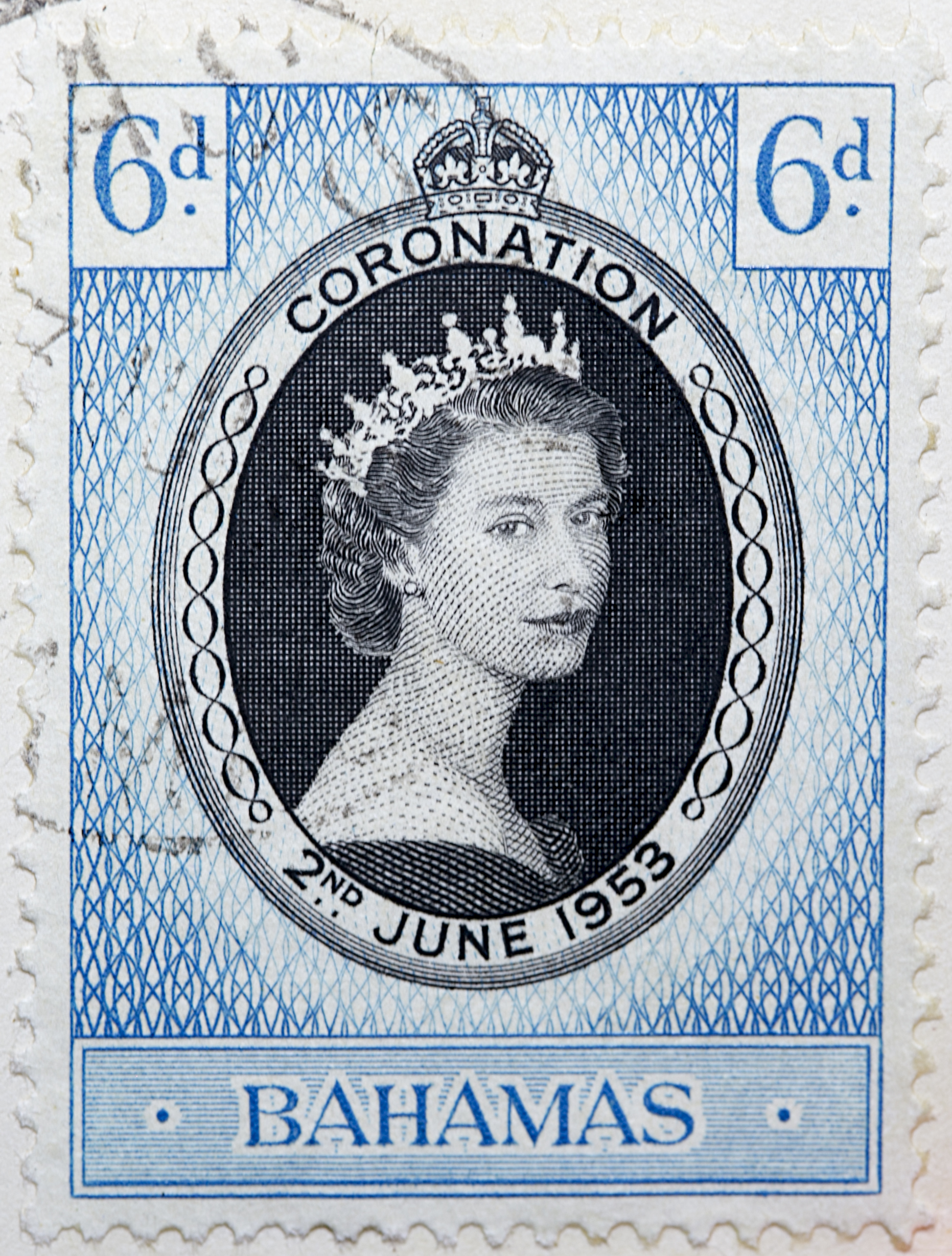
Selo da coroação, 1953

Em 1629, o rei Carlos I concedeu a Robert Heath, procurador-geral da Inglaterra, territórios na América, incluindo "Bahama e todas as outras ilhas situadas ao sul ou próximas ao referido continente". Charles Town foi colonizada em 1660 e recebeu esse nome em homenagem ao rei Carlos II, mas seu nome foi alterado para Nassau após a ascensão de Guilherme III ao trono; a região alemã de Nassau era uma possessão da família de Guilherme.
Em agosto de 1940, o Duque de Windsor foi nomeado Governador das Bahamas. Ele chegou à colônia com sua esposa Wallis, Duquesa de Windsor.
Em maio de 1963, foi realizada uma conferência em Londres para considerar uma nova constituição para as ilhas. As ilhas receberam autonomia interna plena, com o governador mantendo poderes reservados apenas para assuntos externos, defesa e segurança interna.
Em 20 de junho de 1973, o Parlamento Britânico promulgou a Ordem de Independência das Bahamas de 1973, concedendo às Bahamas total independência. Em 10 de julho de 1973, Bahamas tornou-se oficialmente uma nação totalmente independente, dentro da Comunidade das Nações. Pouco após a independência, Sir John Paul foi nomeado o primeiro governador-geral das Bahamas, o representante vice-real de Elizabeth II, Rainha das Bahamas.

## Aspectos internos e externos

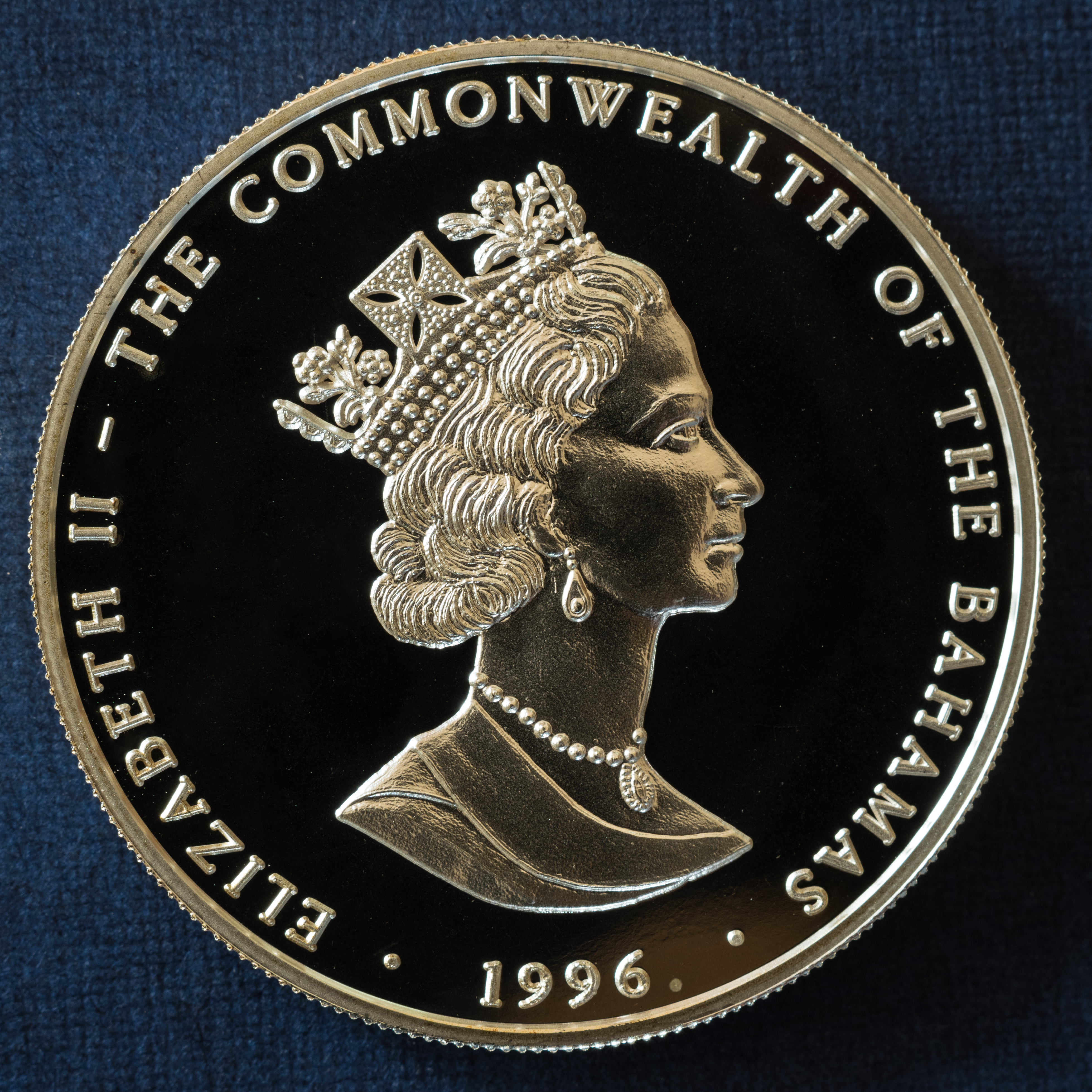
Rainha Elizabeth II em uma moeda de 1 dólar das Bahamas de 1996

As Bahamas são uma das quinze nações independentes, conhecidas como reinos da Commonwealth, que compartilham o mesmo soberano com outras monarquias da Comunidade das Nações, sendo a relação do monarca com as Bahamas completamente independente de sua posição como monarca de qualquer outro reino. Apesar de compartilharem a mesma pessoa como respectivo monarca, cada um dos reinos da Commonwealth — incluindo as Bahamas — é soberano e independente dos demais. O monarca bahamense é representado por um vice-rei — o governador-geral das Bahamas — no reino bahamense.

Recordo com grande carinho a minha visita às Bahamas em 1973 para assistir às celebrações da Independência Nacional. Desde então, tenho acompanhado com particular interesse e afeição o crescimento das Bahamas em força e a resposta a uma multiplicidade de desafios com resiliência e coragem.

Charles III das Bahamas, 2023
Desde a independência das Bahamas em 1973, a Coroa passou a ter um caráter tanto compartilhado quanto separado, e o papel do soberano como monarca das Bahamas é distinto de sua posição como monarca de qualquer outro reino, inclusive do Reino Unido. Assim, a monarquia deixou de ser uma instituição exclusivamente britânica e, nas Bahamas, tornou-se uma instituição bahamense.

### Título

A bandeira do Governador-geral das Bahamas com a coroa de Santo Eduardo

Pouco após a independência, Elizabeth II, a pedido do Primeiro-ministro das Bahamas, adotou um estilo e títulos separados e distintos em seu papel como Rainha das Bahamas. Segundo uma proclamação de 10 de agosto de 1973, o estilo e os títulos da Rainha em relação às Bahamas tornaram-se: Elizabeth Segunda, pela Graça de Deus, Rainha da Comunidade das Bahamas e de Seus outros Reinos e Territórios, Chefe da Comunidade.
Desde a ascensão de Charles III, o título do monarca é: Charles Terceiro, pela Graça de Deus, Rei da Comunidade das Bahamas e de Seus outros Reinos e Territórios, Chefe da Comunidade.
Esse estilo comunica o status das Bahamas como uma monarquia independente, destacando o papel do monarca especificamente como Soberano das Bahamas, assim como o aspecto compartilhado da Coroa entre os reinos. Tipicamente, o soberano é estilizado como “Rei das Bahamas” e é assim tratado quando está nas Bahamas ou cumprindo funções em nome das Bahamas no exterior.

### Juramento de fidelidade
Como personificação do Estado, o monarca é o centro dos juramentos de fidelidade. Isso ocorre em reciprocidade ao Juramento de Coroação do soberano, no qual ele ou ela promete governar os povos de seus reinos "de acordo com suas respectivas leis e costumes".
O juramento de fidelidade nas Bahamas é:

"Eu, (nome), juro que serei fiel e prestarei verdadeira lealdade a Sua Majestade o Rei Charles Terceiro, Seus Herdeiros e Sucessores, conforme a lei. Que Deus me ajude."

### Sucessão

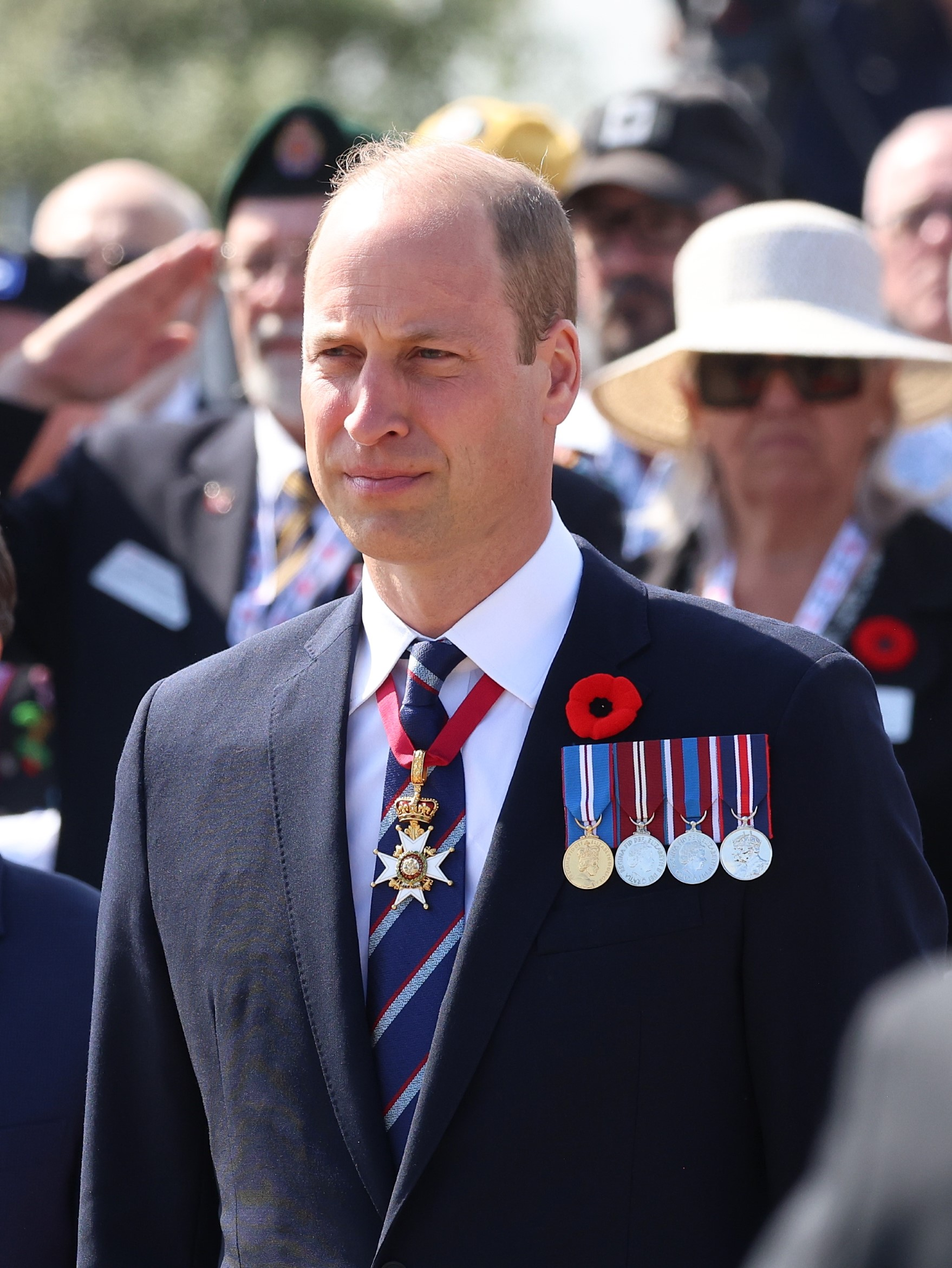
William, Príncipe de Gales, é o atual herdeiro aparente do trono das Bahamas

Assim como alguns outros reinos, as Bahamas seguem a legislação do Reino Unido para determinar a linha de sucessão.
A sucessão obedece ao princípio da primogenitura absoluta, regida pelas disposições do Ato de Sucessão à Coroa de 2013, bem como pelo Decreto de Estabelecimento de 1701 e a Declaração de Direitos de 1689. Essa legislação limita a sucessão aos descendentes naturais (isto é, não adotivos) e legítimos de Sofia de Hanôver, e estipula que o monarca não pode ser católico romano e deve estar em comunhão com a Igreja da Inglaterra ao ascender ao trono. Embora essas leis constitucionais, no que diz respeito às Bahamas, ainda estejam sob controle do Parlamento Britânico, nem o Reino Unido nem as Bahamas podem alterar as regras de sucessão sem o consentimento unânime dos demais reinos, a menos que algum deles se desligue explicitamente da monarquia compartilhada — uma situação que se aplica de forma idêntica a todos os outros reinos, e que tem sido comparada a um tratado entre esses países.

Aqui nas Bahamas, a morte da nossa monarca e a ascensão do seu herdeiro constituem um momento de transição, tanto constitucional como institucional.

Primeiro-ministro Philip Davis durante a morte de Elizabeth II, Rainha das Bahamas, 2022
Com a vacância da Coroa (pela morte ou abdicação de um soberano), é costume que a ascensão do novo monarca seja proclamada publicamente pelo governador-geral na capital, Nassau, após a sucessão. Independentemente de qualquer proclamação, o herdeiro do soberano falecido sucede imediata e automaticamente, sem necessidade de confirmação ou cerimônia adicional.

## Papel constitucional e prerrogativa real

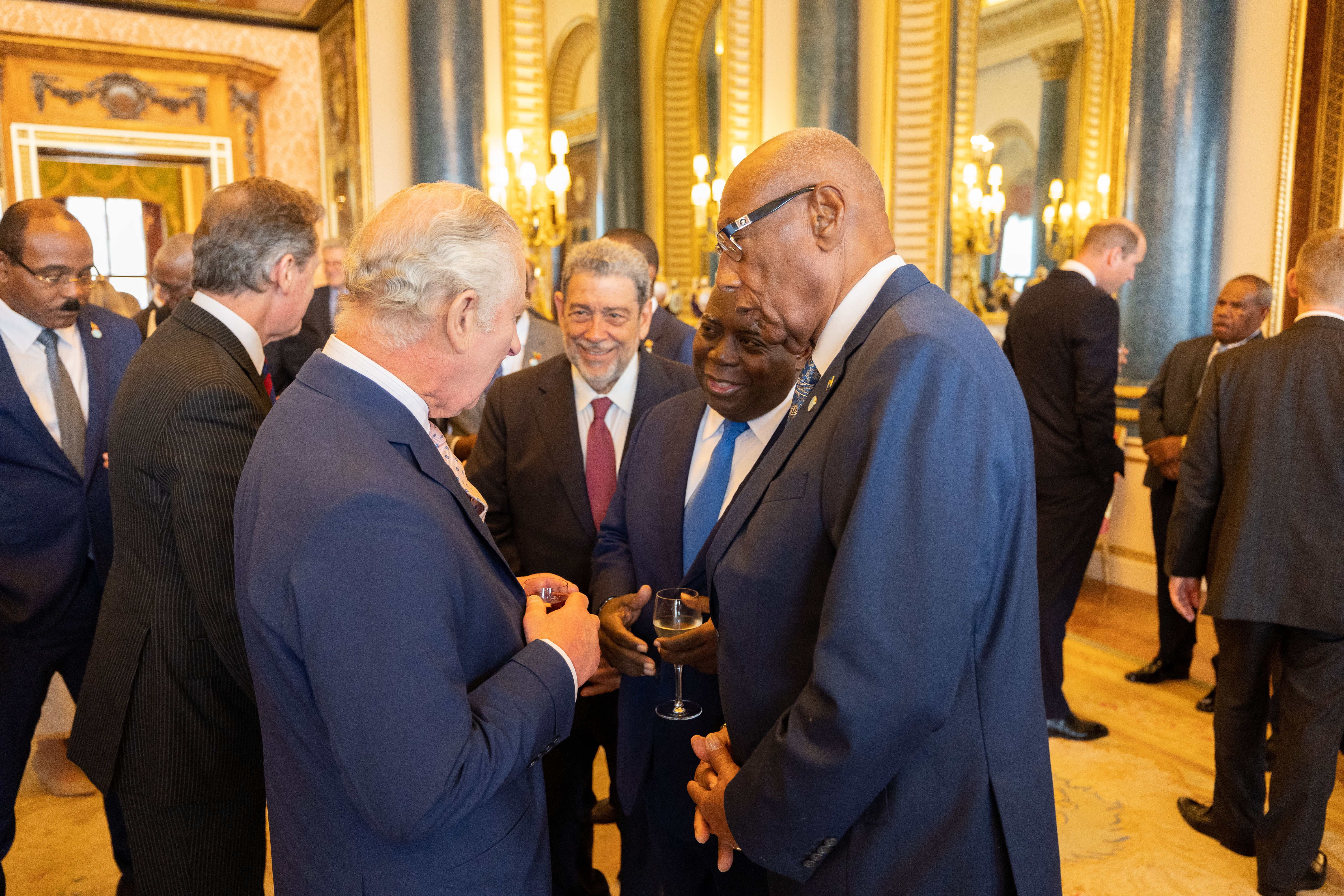
O Rei Charles III falando com o Governador-Geral Cornelius A. Smith e o Primeiro-Ministro Philip Davis no Palácio de Buckingham, 2023

### Constituição
A constituição das Bahamas é composta por uma variedade de estatutos e convenções que conferem ao país um sistema de governo parlamentar sob uma monarquia constitucional, na qual o papel do monarca e do governador-geral é tanto legal quanto prático, mas não político. O governo das Bahamas é formalmente referido como "Governo de Sua Majestade.
A maioria dos deveres domésticos do monarca é desempenhada pelo governador-geral, nomeado pelo monarca sob recomendação do Primeiro-ministro das Bahamas.
Todas as instituições do governo atuam sob a autoridade do soberano; os vastos poderes pertencentes à Coroa bahamense são coletivamente conhecidos como a Prerrogativa Real.

### Poder Executivo

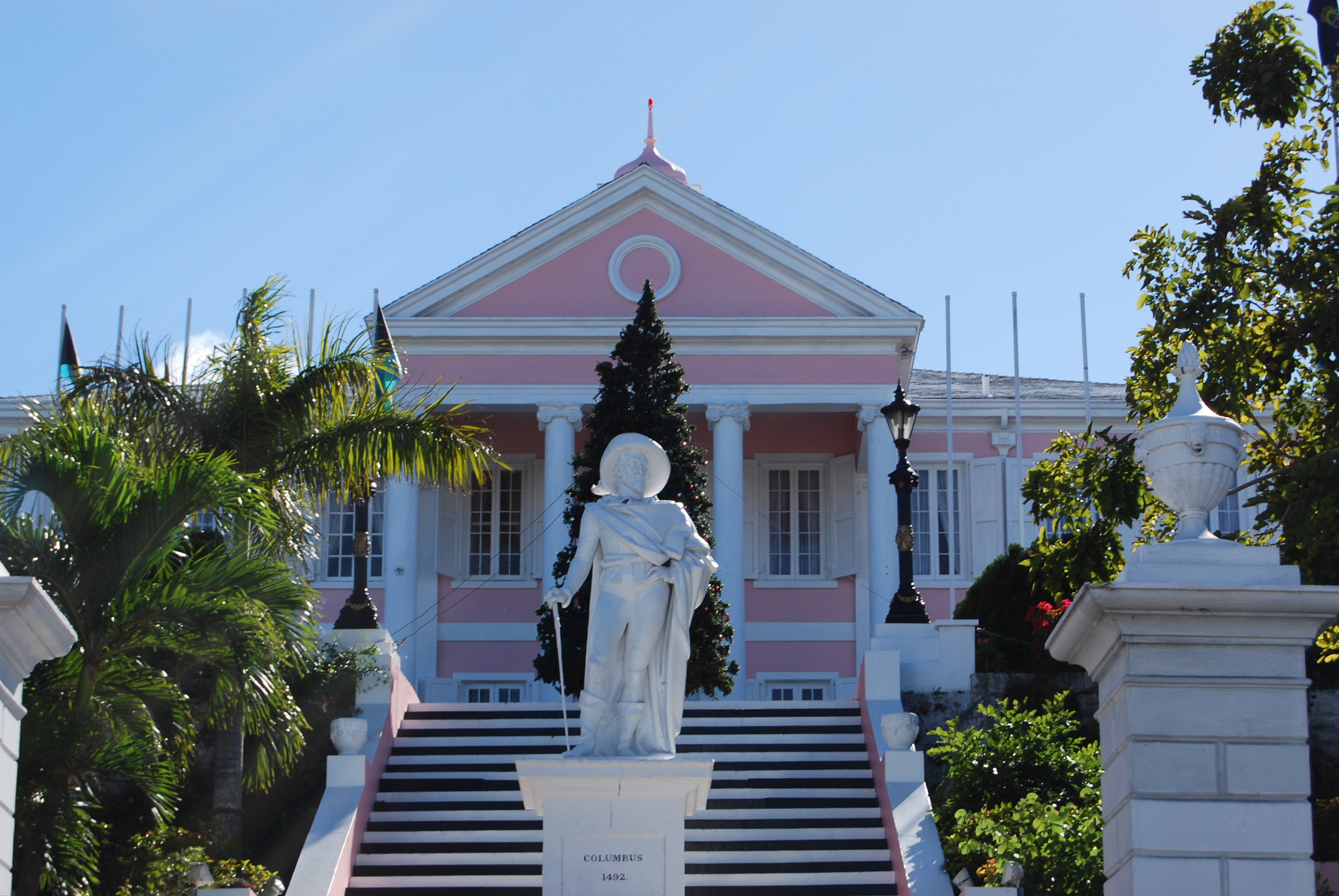
A Casa do Governo, em Nassau, residência oficial do Governador-geral das Bahamas

Uma das principais funções da Coroa é nomear um primeiro-ministro, que passa a liderar o gabinete bahamense e aconselhar o monarca ou o governador-geral sobre como exercer seus poderes executivos em todos os aspectos da administração do governo e dos assuntos exteriores. O papel do monarca — e, por conseguinte, do vice-rei — é quase inteiramente simbólico e cultural, atuando como símbolo da autoridade legal sob a qual todos os governos e órgãos operam, enquanto o Gabinete orienta o uso da Prerrogativa Real, que inclui o poder de declarar guerra, manter a paz, dirigir as ações da Força Real de Defesa das Bahamas, bem como convocar e prorrogar o parlamento e convocar eleições. No entanto, é importante observar que a Prerrogativa Real pertence à Coroa e não a nenhum dos ministros; a constituição permite que o governador-geral use unilateralmente esses poderes em situações excepcionais de crise constitucional, como a destituição de um primeiro-ministro, dissolução do parlamento e remoção de um juiz.
Há também alguns deveres especificamente desempenhados pelo monarca, como a nomeação do governador-geral.
Para manter a estabilidade do governo bahamense, o governador-geral nomeia como primeiro-ministro o indivíduo que provavelmente manterá o apoio da Câmara da Assembleia das Bahamas. O governador-geral também nomeia, sob orientação do primeiro-ministro, um Gabinete composto por pelo menos outros oito ministros da Coroa. O monarca é informado por seu vice-rei sobre a aceitação da renúncia de um primeiro-ministro e a posse de um novo primeiro-ministro e de outros membros do Gabinete, e permanece totalmente informado por meio de comunicações regulares de seus ministros bahamenses. Membros de diversos órgãos executivos e outros oficiais também são nomeados pela Coroa. A nomeação de senadores e de juízes da Suprema Corte também está sob a Prerrogativa Real.

### Relações Exteriores
A Prerrogativa Real se estende também às relações exteriores: o governador-geral ratifica tratados, alianças e acordos internacionais. Como em outras utilizações da Prerrogativa Real, não é necessária aprovação do parlamento. No entanto, um tratado não pode alterar as leis internas das Bahamas; nesse caso, é necessário um Ato do Parlamento. O governador-geral, em nome do monarca, também credencia altos comissários e embaixadores bahamenses e recebe diplomatas de Estados estrangeiros. Além disso, a emissão de passaportes também se enquadra na Prerrogativa Real e, portanto, todos os passaportes bahamenses são emitidos em nome do governador-geral, representante do monarca nas Bahamas.

### Parlamento
Conquistaram a independência; o progresso social e político acompanhou a evolução económica; e a firme determinação do povo das Bahamas guiou o vosso país por um caminho natural e pacífico de progresso. Felicito o Governo e o povo das Bahamas pela sua longa e ininterrupta história de governo parlamentar e por manterem um padrão tão elevado de ordem e estabilidade em meio a uma rápida mudança.

Elizabeth II das Bahamas, 1979
O soberano, junto com o Senado e a Câmara de Assembleia, compõe os três elementos do Parlamento das Bahamas.
O monarca, contudo, não participa do processo legislativo; o vice-rei participa, mas apenas ao conceder o assentimento real. A constituição ainda estabelece que o governador-geral é o único responsável pela nomeação dos senadores. O vice-rei deve nomear nove senadores sob recomendação do primeiro-ministro, quatro sob recomendação do líder da oposição, e três com base na recomendação conjunta de ambos. O vice-rei também convoca, prorroga e dissolve o parlamento; após a dissolução, os mandados para a eleição geral são geralmente assinados pelo governador-geral na Casa do Governo, em Nassau.
A nova sessão parlamentar é marcada pela Abertura do Parlamento, durante a qual o monarca ou o governador-geral lê o Discurso do Trono.
Todas as leis nas Bahamas só entram em vigor com o assentimento real concedido pelo vice-rei em nome do monarca. O assentimento real e a proclamação são exigidos para todos os atos do parlamento, e geralmente são concedidos ou negados pelo governador-geral com o Selo Público das Bahamas.

### Poder Judiciário

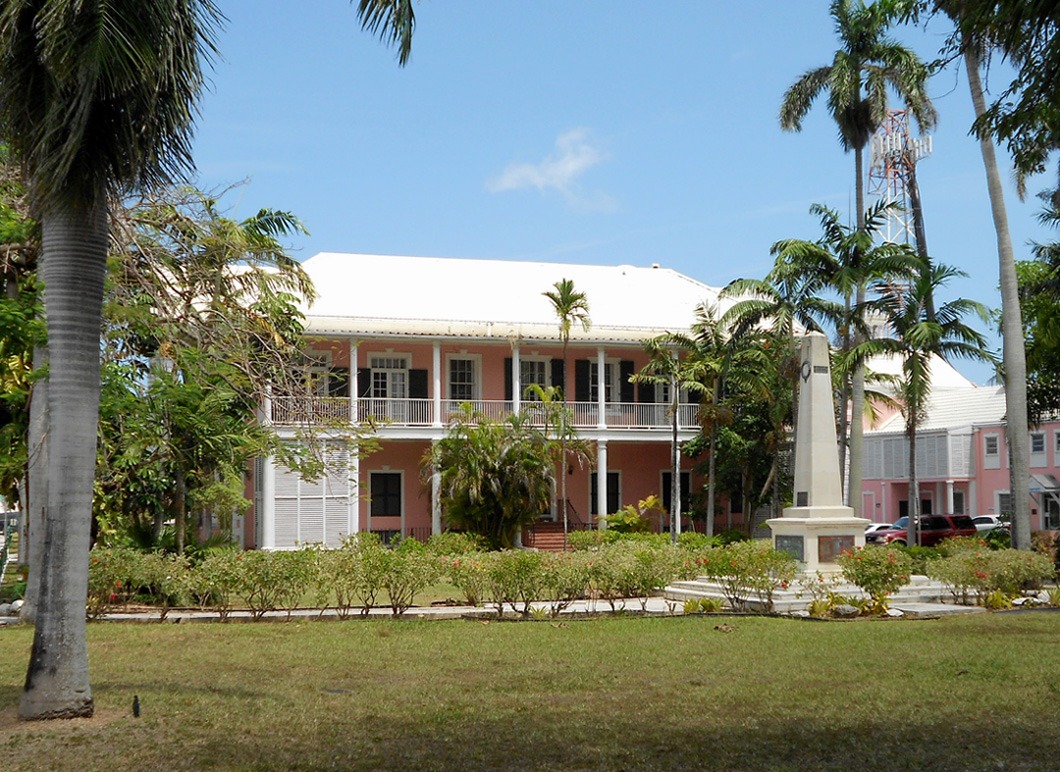
Edifício da Suprema Corte das Bahamas, Nassau

Nos reinos da Commonwealth, o soberano é responsável por fazer justiça a todos os seus súditos, sendo tradicionalmente considerado a fonte da justiça. Nas Bahamas, os crimes são legalmente considerados ofensas contra o soberano, e os processos por crimes passíveis de acusação formal são movidos em nome do soberano na forma: O Rei [ou Rainha] v. [Nome].
Todos os juízes da Suprema Corte são nomeados pelo governador-geral.
O governador-geral, em nome do monarca bahamense, também pode conceder imunidade judicial, exercer a prerrogativa real de clemência e perdoar ofensas contra a Coroa, seja antes, durante ou após um julgamento. O exercício da “Prerrogativa de clemência” para conceder um perdão ou comutar penas de prisão está descrito na seção 90 da Constituição.

## Papel cultural

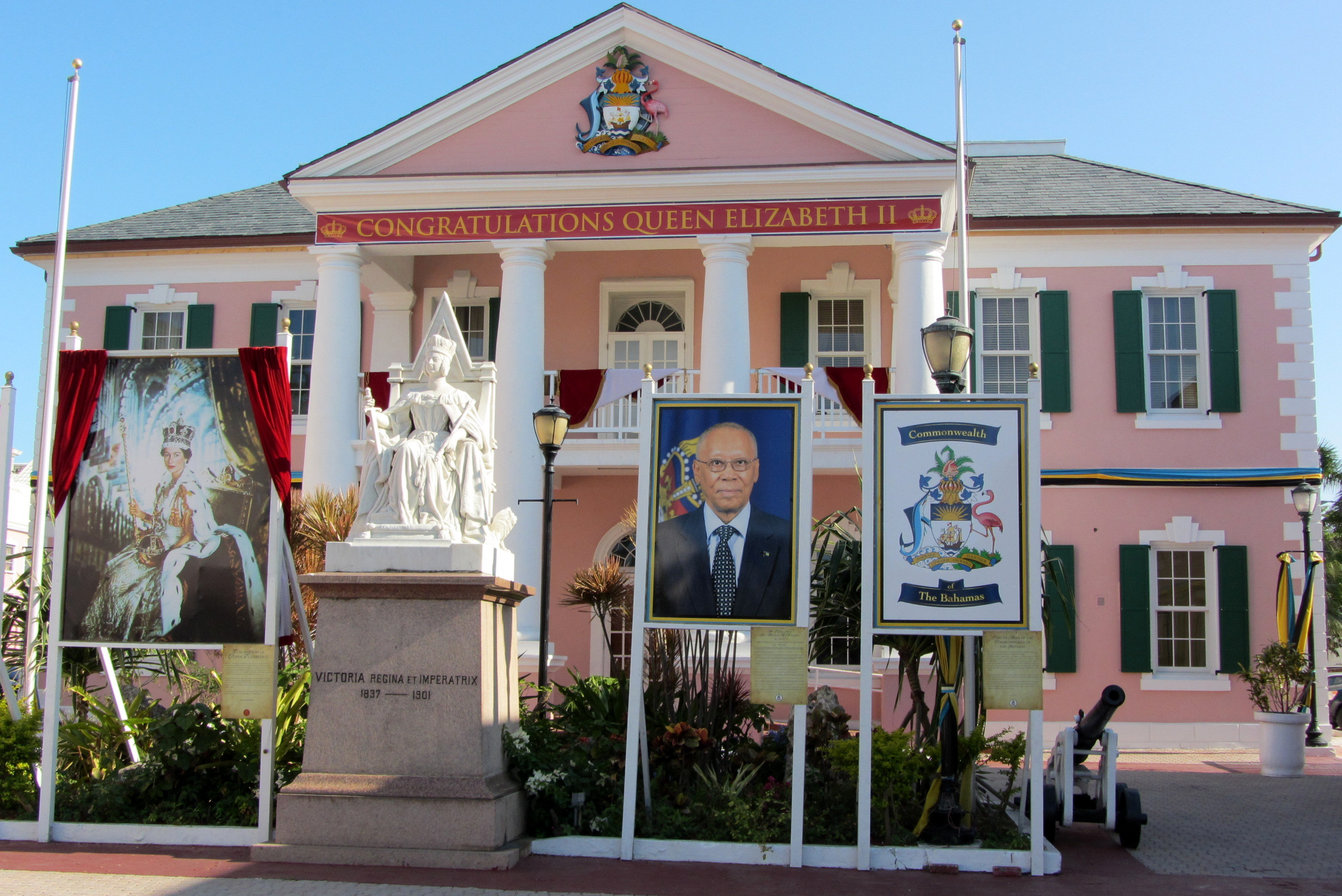
A Praça do Parlamento em Nassau foi decorada com cartazes e placas para o Jubileu de Diamante da Rainha em 2012

O monarca bahamense envia mensagens de felicitações a cidadãos das Bahamas que completam 100 anos de idade, bem como a casais que celebram seus 50º e 60º aniversários de casamento.

### Honrarias
Nos reinos da Commonwealth, o monarca é considerado a fonte da honra. Da mesma forma, o monarca, como Soberano das Bahamas, concede prêmios e condecorações no país em seu nome. A maioria dessas honrarias é geralmente concedida sob recomendação dos “Ministros de Sua Majestade nas Bahamas”.

### A Coroa e a Força Real de Defesa
A Coroa ocupa o posto mais elevado da Força Real de Defesa das Bahamas. Isso se reflete nos navios da marinha bahamense, que recebem o prefixo HMBS, ou seja, His Majesty’s Bahamian Ship (Navio Bahamense de Sua Majestade).
A Força de Defesa das Bahamas é oficialmente chamada de “Royal Bahamas Defence Force” (Força de Defesa Real das Bahamas). O monarca é o chefe da RBDF.

### A Coroa e a Real Força de Polícia
A força policial nacional das Bahamas é chamada de “Royal Bahamas Police Force” (Real Força de Polícia das Bahamas).
A Coroa de Santo Eduardo aparece nos distintivos e insígnias de patente da Polícia bahamense, ilustrando a monarquia como fonte de autoridade.

### Símbolos reais das Bahamas
O principal símbolo da monarquia bahamense é o próprio soberano. Assim, retratos emoldurados do monarca são exibidos em prédios públicos e repartições governamentais. As cédulas de dinheiro nas Bahamas apresentam o retrato do monarca no anverso. O monarca também aparece em selos comemorativos bahamenses.
Uma coroa também é utilizada para representar a monarquia como fonte de autoridade, aparecendo nas insígnias de patente da polícia, dos correios e dos oficiais penitenciários.
God Save the King é o hino real das Bahamas.

### Visitas reais
É com grande prazer que transmito a todos vocês uma mensagem de votos de felicidades da minha avó, a Rainha das Bahamas, por ocasião do seu Jubileu de Platina. A Rainha guarda boas lembranças de suas inúmeras visitas às Bahamas. Ao falar com as pessoas hoje, incluindo muitas crianças animadas em idade escolar nas ilhas da família esta manhã, é comovente ver a profunda admiração de vocês pela Rainha e seus setenta anos de serviço dedicado à Comunidade Britânica.

O Duque de Cambridge, 2022
Membros da família real visitaram as Bahamas em diversas ocasiões.
Como parte de turnês maiores pelo Caribe, as ilhas foram visitadas pela rainha Elizabeth II e seu marido, o príncipe Philip, duque de Edimburgo, em fevereiro de 1966. Em julho de 1973, Charles, então Príncipe de Gales, representou a Rainha nas celebrações da independência das Bahamas em Nassau. A Rainha e seu marido retornaram às ilhas em fevereiro de 1975 e novamente durante sua turnê do Jubileu de Prata em outubro de 1977.
Charles e Diana, o Príncipe e a Princesa de Gales, visitaram o país em 1982 para férias de 10 dias. A Rainha e o Príncipe Philip visitaram Nassau em outubro de 1985 para a Reunião dos Chefes de Governo da Commonwealth.
O Duque e a Duquesa de Cambridge fizeram uma turnê pelo país em março de 2022, para marcar o Jubileu de Platina da Rainha. O Conde e a Condessa de Wessex visitaram o país em fevereiro de 2023 para participar da cerimônia de entrega da Medalha de Ouro do Prêmio da Juventude do Governador-Geral.

## Debates
A monarquia não tem sido um tema de grande debate nas Bahamas. A Comissão Constitucional, que recomenda transformar o cargo de governador-geral em presidente, identificou “sentimentos mistos” sobre a questão, com um número significativo de entrevistados demonstrando indiferença. Em 2020, o ex-procurador-geral Sean McWeeney afirmou que a transição das Bahamas para uma república pode ser “inevitável” em algum momento, mas que ainda não há apetite ou impulso real por parte do público bahamense, tampouco uma vontade política predominante. Existem alguns partidos republicanos menores e recentes, como a Coalizão dos Independentes.
Após a proclamação de ascensão de Charles III, o primeiro-ministro Philip Davis anunciou a intenção de seu governo de realizar um referendo sobre a adoção do regime republicano. Em 2023, uma pequena maioria da população bahamense apoiava a transição para uma república, enquanto no ano anterior havia mais apoio à manutenção da monarquia e uma ausência de sentimentos fortes quanto à mudança.

## Lista de monarcas bahamenses
| Retrato | Monarca (Nascimento–Morte) | Reinado             | Reinado               | Nome completo                | Consorte           | Casa    |
| Retrato | Monarca (Nascimento–Morte) | Início              | Fim                   | Nome completo                | Consorte           | Casa    |
| --- | -------------------------- | ------------------- | --------------------- | ---------------------------- | ------------------ | ------- |
| | Elizabeth II (1926–2022)   | 10 de julho de 1973 | 8 de setembro de 2022 | Elizabeth Alexandra Mary     | Philip Mountbatten | Windsor |
| Governadores-gerais: Sir John Paul, Sir Milo Butler, Sir Gerald Cash, Sir Henry Milton Taylor, Sir Clifford Darling, Sir Orville Turnquest, Dame Ivy Dumont, Arthur Dion Hanna, Sir Arthur Foulkes, Dame Marguerite Pindling, Sir Cornelius A. Smith Primeiros-ministros: Sir Lynden Pindling, Hubert Ingraham, Perry Christie, Hubert Minnis, Philip Davis | Elizabeth II (1926–2022)   |                     |                       |                              |                    |         |
| | Charles III (n. 1948)      | 8 de setembro 2022  | present               | Charles Philip Arthur George | Camilla Shand      | Windsor |
| Governadores-gerais: Sir Cornelius A. Smith, Dame Cynthia A. Pratt Primeiros-ministros: Philip Davis | Charles III (n. 1948)      |                     |                       |                              |                    |         |